# Asiola blasio
Asiola blasio är en tvåvingeart som först beskrevs av Walker 1849.  Asiola blasio ingår i släktet Asiola och familjen rovflugor. Inga underarter finns listade i Catalogue of Life.